# Epidendrum dendrobioides
Epidendrum dendrobioides Thunb., 1818, è una pianta della famiglia delle Orchidacee endemica del Brasile.

## Descrizione
È un'orchidea di grandi dimensioni, che cresce epifita sugli alberi della foresta tropicale oppure terricola (geofita). E. dendrobioides presenta steli lunghi, robusti, eretti, a forma di canna, verdi, che portano molte foglie rigide, carnose, di forma oblunga, ad apice ottuso.
La fioritura avviene normalmente in inverno, mediante un'infiorescenza terminale, derivata da uno stelo maturo, racemosa, pendula, occasionalmente ramificata, con brattee floreali di forma triangolare, recante un numero variabile di fiori. Questi sono grandi mediamente 1.5 centimetri, sono spessi, cerosi, normalmente di colore giallo.

## Distribuzione e habitat
La specie è endemica del Brasile.
Cresce epifita sugli alberi della foresta tropicale, oppure terricola (geofita) nelle paludi di sfagno, a quote comprese tra 600 e 1000 metri sul livello del mare.

## Coltivazione
Questa pianta ha necessità di buona luce, con temperature calde tutto l'anno, in particolare all'epoca della fioritura.